# Penza
Penza (în rusă Пенза) este un oraș din regiunea Penza, Federația Rusă, și are o populație de 518.025 locuitori.

## Personalități născute în Penza
- Vsevolod Meyerhold (1874 – 1940), actor, teoretician, regizor și director de teatru din Rusia;
- Pavel Volea (n. 1979), artist de estradă, prezentator de televiziune, actor rus;
- Ekaterina Lisina (n. 1987), baschetbalistă;
- Denis Ableazin (n. 1992), gimnast rus;
- Egor Krid (n. 1994), cântăreț rus.